# Werxhausen
Werxhausen ist ein Ortsteil der Stadt Duderstadt im Landkreis Göttingen in Niedersachsen. Er liegt an der Kreisstraße 105 zwischen Desingerode, Westerode und Nesselröden, fünf Kilometer westlich von Duderstadt inmitten der Goldenen Mark. Das zur Kulturlandschaft Eichsfeld (hier Untereichsfeld) gehörende Dorf wurde am 1. Januar 1973 eingemeindet und hat rund 400 Einwohner.

## Geschichte
Werxhausen wurde 1183 als „Wirechshusen“ erstmals urkundlich erwähnt. Dies geschah in einer Urkunde des Klosters St. Michael zu Hildesheim, in welcher zwei Mitglieder des ritterlichen Geschlechts von Werxhausen (de Wirekshusen) genannt wurden. Vermutet wird, dass der Gründung des Ortes eine Altsiedlung am Hirtentore vorausging, die nach der Lage ihrer Kulturschicht bereits um 500 n. Chr. oder noch früher angelegt wurde. Das Dorf, durch Kauf ab dem 23. Januar 1369 im Besitz von Duderstadt, gehörte zu den fünf Kespeldörfern der Stadt. Der Rat der Stadt Duderstadt kaufte damals Heinrich Mutzevall, Burgmann zu Scharzfeld, den Ort für 62 Mark Duderstädter Währung ab und erhielt darüber hinaus die Vogtei, alle Rechte, Freiheiten und Gewohnheiten, sowie 4½ Hufen Land, 3½ Mark, 2 Hühner, 1 Schock Eier und ein Scheffel Mohn. Die Auflassung fand in Bernshausen, vor dem gekorenen und geschworenen Richter Hermann zu Bernshausen statt. Die bisherigen Lehnsinhaber des Ortes waren die Edelherren zu Plesse, von denen am 7. März 1431 Gottschalk der Stadt Duderstadt 3 Hufen Landes sowie 3 Höfe in Werxhausen zum Lehen auftrug. Die Stadt hatte jedoch bereits zuvor jene Güter von dem vormaligen Lehnsinhaber, Heinrich Körner, erkauft. Bis 1525 stand somit das Dorf in politischer, jurisdiktioneller und ökonomischer Abhängigkeit zu Duderstadt. Nach dem Aussterben der Edelherren, 1571, fand die Belehnung am 15. Oktober erstmals durch deren Rechts- und Besitznachfolger, dem Landgrafen Wilhelm von Hessen statt.
Aufgrund ihrer Haltung im Bauernkrieg entzog 1525 Kurfürst und Erzbischof Albrecht II. von Mainz der Stadt die Gerichtsbarkeit über die fünf Kerspeldörfer, worunter neben Werxhausen noch Desingerode, Esplingerode, Seulingen sowie Germershausen zählten, und unterstellte sie dem Amt Gieboldehausen. Werxhausen blieb Duderstadt jedoch weiterhin verpflichtet, dem Rat der Stadt Abgaben in Form von Naturalabgaben, vornehmlich Hühnerlieferungen als Wohnhaussteuer, und Dienste zu leisten. Hintergrund dessen bildete die Situation, dass Duderstadt noch als Eigentümer des Dorfes und eines Teils der Gemarkung fungierte.
Die ökonomische Ablösung von Duderstadt erfolgte 1831, im Rahmen des hannoverschen Ablösungsgesetz. Die letzten Ablösungen erfolgten 1920.

## Politik
Seit 1973 bildet Werxhausen zusammen mit Esplingerode und Desingerode einen gemeinsamen Ortsrat. Zurzeit stammt der Ortsbürgermeister aus Desingerode und je ein stellvertretender Bürgermeister aus Esplingerode und Werxhausen.

### Ortsrat
Der Ortsrat setzt sich aus zwölf Ratsfrauen und Ratsherren zusammen.
- CDU: 10 Sitze
- SPD: 1 Sitz
- Einzelbewerber, parteilos: 1 Sitz

(Stand: Kommunalwahl am 12. September 2021)
Ortsbürgermeister ist Hubert Kellner (CDU).

### Wappen
Das Wappen wurde am 3. November 1951 genehmigt.
Es zeigt einen Hahn, der auf den lokalen Spitznamen der Einwohner des Dorfes, der sie als Kückelhähne bezeichnet, anspielt.

## Kirche St. Urban

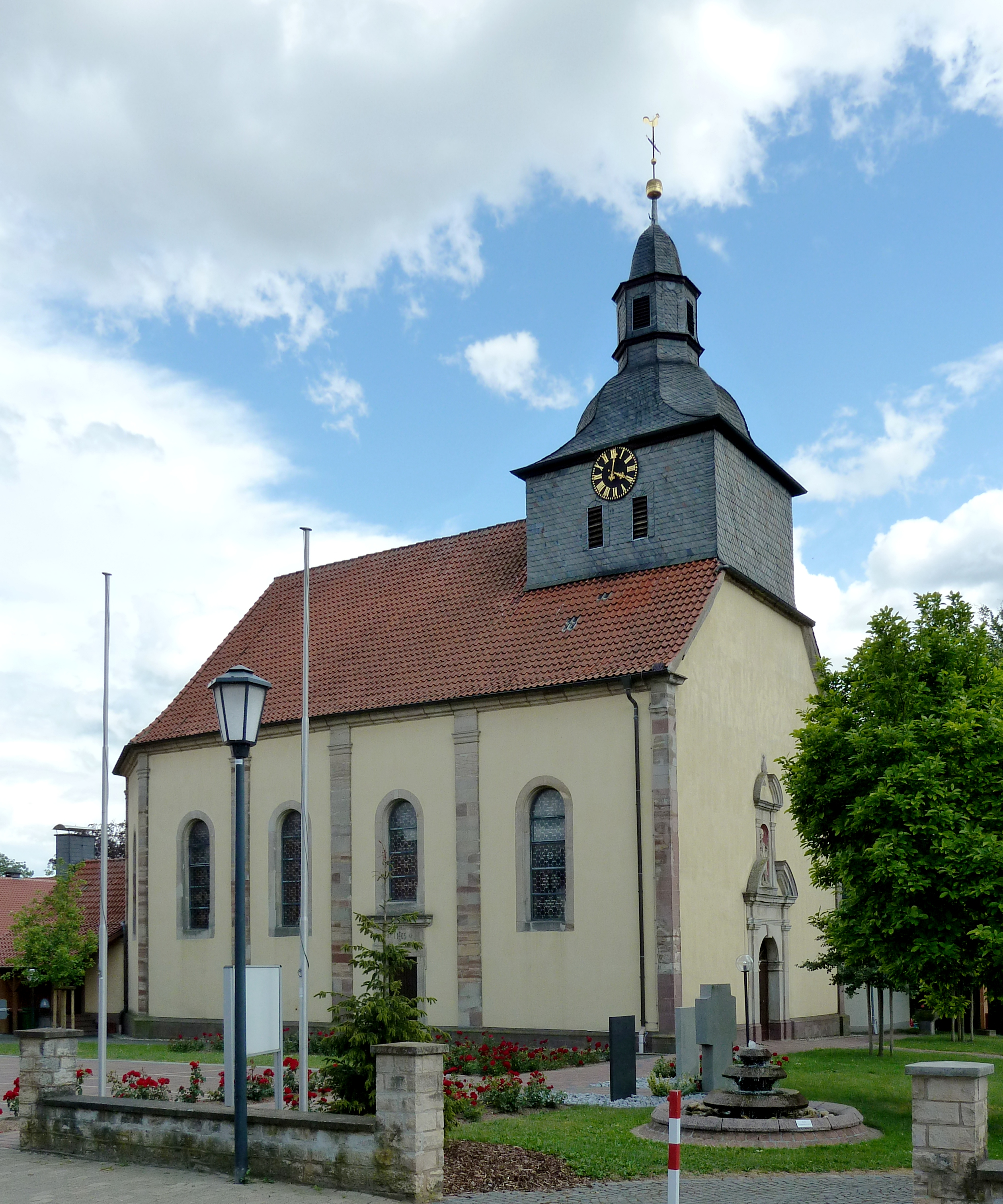
Kirche St. Urban

Von 1741 bis 1744 wurde in Werxhausen die katholische St.-Urban-Kirche erbaut, die einen gotischen Vorgängerbau aus dem 13. Jahrhundert ersetzte. Die Barockkirche aus verputzten Fassaden und Sandstein-Pilastern mit trägt auf dem westlichen Dach des Langhauses einen verschieferten Dachreiter mit einer welschen Haube. Der Glockenturm wurde erst 1932 direkt südlich der Kirche aufgestellt. Über dem Portal der Turmfassade findet man als Nischenfigur den heiligen Urban, den Patron der Kirche. Die Gestaltung der Kirche lag in den Händen des Architekten Johann Christoph Fritz (1699–1757). Die wandgliedernden Pilaster auf den hell verputzten Wänden des Langhauses, die gequaderten Eckvorsprünge und behauenen Fensterrahmungen sowie ein betonter Keilstein am Westportal gehören zu seinen bevorzugten Gestaltungsmitteln, die er auch in Duderstadt, beispielsweise am Ostfenster des Rathauses, verwendete. Der Innenraum der Kirche trägt ein Kreuzgratgewölbe. Der zweistöckige Altar stammt aus von 1721. Er war ein Geschenk des Klosters Reifenstein und gelangte 1784 nach Werxhausen. An der Kanzel, erbaut 1756 von Johann Peetz, befinden sich mehrere Puttenköpfe in einer vorgestreckten Haltung. Gegen die ältere Innenausstattung der Kirche kontrastiert der Zelebrationsaltar und der Ambo. Sie stammen von 1976 und wurden von dem Hannoveraner Bildhauer Hanns Joachim Klug angefertigt. Seit 2014 gehört die Kirche zur Pfarrei St. Georg in Nesselröden.